# Une journée particulière
Pour les articles homonymes, voir Une journée particulière (homonymie).
Pour plus de détails, voir Fiche technique et Distribution.
Une journée particulière (Una giornata particolare) est un film italo-canadien antifasciste réalisé par Ettore Scola et sorti en 1977, avec dans les rôles principaux Sophia Loren et Marcello Mastroianni.

## Synopsis
En pleine période fasciste italienne, on assiste à la rencontre de deux êtres que tout semble séparer. Le pays en est à sa 16e année de fascisme et vit un tournant avec une fuite en avant : alliance allemande, lois raciales, déclaration de guerre (référence historique au 16 mai 1938).
À Rome, le 6 mai 1938, Hitler rencontre Mussolini. Tous les Romains ont déserté leurs habitations pour aller assister à la cérémonie. Dans un grand immeuble, Antonietta, en bonne mère de famille nombreuse (conformément à l’endoctrinement mussolinien : un mari tout ce qu’il y a de plus machiste et six enfants), est contrainte de rester à la maison pour s’occuper des tâches ménagères alors qu’elle serait bien allée voir le Duce comme tout le monde. Le hasard va la mettre en contact avec un homme esseulé qu'elle a aperçu dans un appartement de l’autre côté de la cour. Il s’agit de Gabriele, un intellectuel homosexuel qui, pour cette raison, a été exclu de la radio nationale italienne où il était présentateur et condamné à la déportation.
Antonietta et Gabriele, sur fond de retransmission radiodiffusée de la parade militaire émanant de chez la concierge de leur immeuble, vont d’abord s’affronter idéologiquement avant de se reconnaître dans leur commune et profonde solitude pour finalement vivre d’intenses émotions. À l’issue de cette journée particulière, chacun va de nouveau se retrouver emprisonné : la police vient arrêter Gabriele tandis qu’Antonietta, une fois la famille revenue, va se soumettre, comme avant, au devoir conjugal.

## Fiche technique
- Titre original : Una giornata particolare
- Titre français : Une journée particulière
- Réalisation :	Ettore Scola
- Assistants réalisation : Silvio Ferri, Marco Pettini
- Scénario : Ettore Scola, Ruggero Maccari, Maurizio Costanzo
- Décors : Luciano Ricceri
- Costumes : Enrico Sabbatini (it)
- Maquillages : Francesco Freda
- Coiffures : Ada Palombi
- Photographie : Pasqualino De Santis
- Cadrage : Idelmo Simonelli
- Son : Carlo Palmieri
- Montage : Raimondo Crociani
- Musique : Armando Trovajoli
- Scriptes : Paola Scola, Ilde Muscio
- Producteur : Carlo Ponti
- Directeur de production : Giorgio Scotton
- Sociétés de production : Compagnia Cinematografica Champion (Italie), Canafox (Canada)
- Sociétés de distributions : CCFC (Compagnie commerciale française cinématographique), 20th Century Fox Italia, Les Acacias (France), Tamasa Distribution (vente à l'étranger)
- Pays d’origine :  Italie -  Canada
- Langue originale : italien
- Format : couleur par Technicolor (sépia) — 35 mm — 1.77:1 — son monophonique
- Genre : drame psychologique
- Durée : 105 minutes
- Dates de sortie : 
  -  17 mai 1977, en compétition officielle au Festival de Cannes, 7 septembre 1977 sortie dans les salles
  -  12 août 1977, sortie nationale
- (fr) Classifications CNC : tous publics, art et essai (visa d'exploitation no 47725 délivré le 30 juin 1977)

## Distribution
- Sophia Loren (VF : Elle-même) : Antonietta
- Marcello Mastroianni (VF : Gabriel Cattand) : Gabriele
- John Vernon (VF : Michel Barbey) : Emanuele, le mari d’Antonietta
- Françoise Berd (VF : Marie Francey) : la concierge
- Vittorio Guerrieri (VF : Thierry Bourdon) : Umberto
- Alessandra Mussolini : Maria Luisa
- Patrizia Basso : Romana
- Tiziano De Persio (VF : Marc Lesser) : Arnaldo
- Maurizio Di Paolantonio : Fabio
- Antonio Garibaldi : Littorio
- Nicole Magny : la fille de l'officier

## Production

### Scénario
Jean A. Gili notant que le thème d'Une journée particulière aurait pu se situer à l'époque où le film fut effectivement conçu, Ettore Scola lui répond : « L'idée était de mettre en scène une histoire actuelle de deux solitudes qui se rencontrent. Puis, j'ai alors pensé que l'histoire pouvait être plus exemplaire encore et plus utile si cet isolement, si cette répression étaient représentés non d'une manière seulement psychologique, subtile, souterraine, comme cela se produit de nos jours, mais d'une façon apte à montrer l'aberration que constitue cette marginalisation. L'aberration peut justement se produire sous une dictature qui dispose d'instruments de répression plus directs. […] Ainsi, si je n'avais pas déterminé l'histoire sous le fascisme, ce fait ne serait pas apparu : il n'y aurait eu qu'une donnée moderne, actuelle. »
Au sujet de l’homosexualité, thème important du film, Ettore Scola juge que, « sous le fascisme, celui-ci n'existait même pas comme concept. Le mot n'est jamais apparu sur un journal de l'époque. […] Beaucoup d'homosexuels étaient indirectement accusés et éloignés de leur travail, ils étaient envoyés au confino de Carbonia, en Sardaigne, où étaient détenus également des subversifs non homosexuels. »

### Dialogue
Célèbres répliques :
— Gabriele : « Pleurer est une chose que l'on peut faire seul, mais rire, il faut être deux pour rire. »
— Gabriele : « Ce n'est pas le locataire du 6e étage qui est anti-fasciste. C'est plutôt le fascisme qui est anti-locataire du 6e étage. »

### Casting
Une journée particulière est notamment connu pour le travail de composition et de contre-emploi de ses deux interprètes principaux. Sophia Loren, célèbre pour ses rôles de beauté provocante, interprète une femme épuisée par le labeur domestique et vieillie avant l'âge, tandis que Marcello Mastroianni s'écarte de son image d'homme à femmes pour jouer le rôle d'un homosexuel.

Concernant le choix des interprètes principaux, Ettore Scola expliquait, à ce moment-là : 

« Au départ, j'étais fort réservé à l'égard de Sophia : les prestations auxquelles elle avait été soumise n'étaient point là pour confirmer le choix de cette actrice comme protagoniste de Una giornata particolare. Cependant, lorsque je l'ai connue personnellement, j'ai vu qu'elle était très différente du modèle proposé au public. […] En fait, que sait-on ? Que c'est une femme agressive, non seulement physiquement mais comme façon de dire les répliques d'un film et comme manière de vivre certains sentiments. […] Au contraire, Sophia Loren est très différente de cela, elle est introvertie, elle est très timide à sa façon, elle est malheureuse, et donc elle ressemble à l’Antonietta du film. […] Il y a une profonde mélancolie à l'intérieur d'elle-même. […] J'ai donc compris que je pouvais l'utiliser autrement. Par contre, pour Marcello je n'avais aucun doute, j'avais déjà travaillé avec lui, je l'avais toujours vu dans des interprétations pour le moins dignes et parfois très belles. En somme, mon intention était de proposer Mastroianni et Loren hors des schémas à l'intérieur desquels ils ont été utilisés, hors de cette glorification du sexe qui est une des conditions du marché cinématographique. […] Ainsi, le discours du marché cinématographique ressemble étrangement à celui qu'il y a dans Una giornata particolare : les deux personnages sont victimes eux aussi d'un autre marché, le marché fasciste qui vendait l'idéologie du mâle supérieur et l'idéologie de la femme subalterne et soumise. »

On remarque au générique de ce film antifasciste la présence d'Alessandra Mussolini (future femme politique, alors adolescente), petite-fille de Benito Mussolini, mais également nièce de Sophia Loren ; elle y interprète le petit rôle de la fille aînée d'Antonietta.

### Tournage
- Période de prises de vue : 13 décembre 1976 au 18 février 1977.
- Intérieurs et extérieurs en Italie : Rome (Latium), Orvieto (Ombrie).
- L'immeuble où est tourné le film est situé "viale XXI Aprile, 29" à Rome. Seuls les intérieurs ont été partiellement reconstitués.

Ettore Scola affirme : « Il s'agit vraiment d'une œuvre du régime fasciste : construit en 1934, avec cette architecture littoriale babylonienne, il fut inauguré par le Duce lui-même. […] C'était la plus haute construction de Rome. L'immeuble fut donné en location aux petits et moyens fonctionnaires du régime. À l'intérieur de l'édifice, régnait une nette division en classes. […] Il y a une réplique dans le film... […] où une femme, descendant les escaliers, dit à Antonietta (Sophia Loren) : "C'est vrai, vous n'avez pas de bonne" . »
- Le décor de la résidence, suffisamment exigu pour que chacun, notamment la concierge, puisse surveiller son vis-à-vis depuis ses fenêtres, contribue à renforcer le sentiment d'oppression totalitaire subie par les personnages. Le film s'appuie sur une couleur amputée au maximum, à la limite du noir et blanc. L'espace, fermé, met en place les trois unités du théâtre classique, ainsi qu'une forme de catharsis des passions inassouvies.
- Cet immeuble servira de décor en 1995 pour le film Le Roman d'un jeune homme pauvre d'Ettore Scola.

## Anecdotes
Ettore Scola est au départ, réticent à l'idée de choisir Loren pour ce rôle de femme au foyer épuisée, soumise et agressive. Cependant, il change d'avis après avoir rencontré l'actrice, qu'il qualifie d'introvertie, « très timide à sa façon » avec une « profonde mélancolie à l'intérieur d'elle-même ».
A noter un anachronisme musical : Antonietta, désormais seule à la maison après le départ de tous les membres de sa famille, fredonne Mamma, une chanson qui sera toutefois composée en 1940, soit deux ans après l'événement.

## Accueil
Le film, présenté en compétition officielle au Festival de Cannes 1977, est un succès aussi bien commercial que critique. La performance de Sophia Loren est saluée et elle remporte un David di Donatello ainsi qu'un Ruban d'argent. Dans un entretien accordé à Criterion en 2015, 

## Distinctions

### Récompenses
- National Board of Review 1977 : prix du meilleur film étranger.
- César du meilleur film étranger 1978.
- David di Donatello 1978 : 
  - David di Donatello du meilleur réalisateur à Ettore Scola,
  - David di Donatello de la meilleure actrice principale à Sophia Loren.
- Globe d'or 1978 : 
  - Globe d'or du meilleur film à Ettore Scola,
  - Globe d'or du meilleur acteur à Marcello Mastroianni,
  - Globe d'or de la meilleure actrice à Sophia Loren.
- Golden Globes 1978 : Golden Globe du meilleur film en langue étrangère.
- Ruban d'argent (Syndicat national des journalistes cinématographiques italiens) 1978 : 
  - Ruban d'argent de la meilleure actrice à Sophia Loren,
  - Ruban d'argent du meilleur scénario à Maurizio Costanzo, Ruggero Maccari et Ettore Scola,
  - Ruban d'argent de la meilleure musique de film à Armando Trovajoli.
- Mostra de Venise 2014 : « Venezia Classici » du meilleur film restauré pour Ettore Scola.

### Nominations
- Festival de Cannes 1977 : sélection officielle en compétition.
- Golden Globes 1978 : Marcello Mastroianni nommé pour le Golden Globe du meilleur acteur dans un film dramatique.
- Oscars du cinéma 1978 : 
  - Nommé pour l'Oscar du meilleur film en langue étrangère ;
  - Marcello Mastroianni nommé pour l'Oscar du meilleur acteur.

## Adaptations théâtrales
- 1982 : mise en scène Françoise Petit, Centre dramatique national de Lyon, théâtre du 8e Lyon, avec Jacques Weber dans le rôle principal.
- 1998 : mise en scène Jacques Weber, au Théâtre national de Nice puis au théâtre de la Porte-Saint-Martin à Paris, avec Françoise Fabian et Jacques Weber dans les rôles principaux.
- 2013 : Festival Off d'Avignon, adaptation, mise en scène et scénographie par Christophe Lidon au Théâtre Le Chêne Noir, direction Gérard Gelas avec Corinne Touzet, Jérôme Anger, Fabrice Michel, Huguette Cléry. Adaptation : Gigliola Fantoni. Yes productions et JMD Prod. Pièce présentée au  théâtre de Poissy le 6 janvier 2015.
- 2021 : Compagnie 3e Acte.
- 2023 : mise en scène Lilo Baur, Théâtre de Carouge, avec Laetitia Casta et Roschdy Zem dans les rôles principaux.

## Vidéographie
- 2005 : Une journée particulière d’Ettore Scola, 1 DVD Région 2, René Chateau Vidéo.